# Friedrich Wilhelm Karl von Syburg

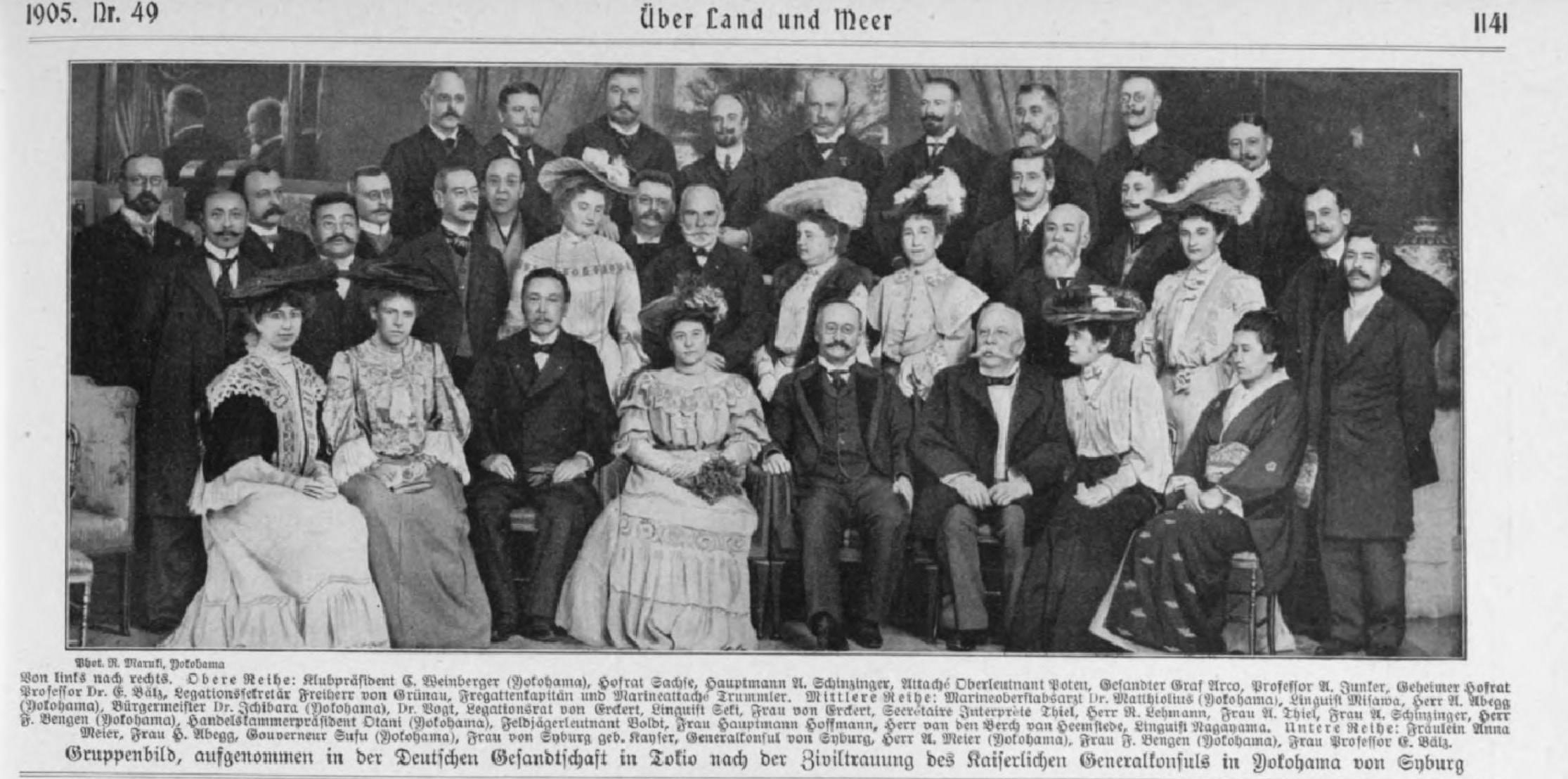
Hochzeitsfoto 1905 in Yokohama

Friedrich Wilhelm Karl von Syburg (* 15. Oktober 1854 in Glogau; † 8. Juni 1934 in Marburg) war ein deutscher Diplomat.

## Herkunft und Familie
Seine Eltern waren der Generalmajor Karl August von Syburg (1801–1879) und dessen zweiter Ehefrau Emilie Christiane Julie Gaffron (1828–1898).
Am 6. März 1905 heiratete er in Yokohama Ida Marie Kayser (1863–1947), ab 1888 Sopranistin in Bayreuth, nach Lübeck, erste Koloratursoubrette am Großherzoglichen Theater in Weimar bis 1905. Das Paar hatte einen Sohn.

## Leben
Syburg studierte Rechtswissenschaft an der Universität Berlin und war Referendar am Kammergericht in Berlin. 1883 trat er in den auswärtigen Dienst. Von 1903 bis 1912 war er Generalkonsul Yokohama in Japan. Von Januar 1913 bis 1919 war er Gesandter in Addis Abeba (Äthiopien).
Ab 27. September 1916, der Krönung von Zauditu, war er interniert. 1918 wurde er in den Ruhestand versetzt. 1921 wurde er entmündigt, da er während seiner Internierung einen psychischen Defekt erworben hatte.